# Османски турски језик
Османски турски (Османлијски турски; тур. Osmanlı Türkçesi), или само османски (османлијски; осм. тур. لسان عثمانی , такође познат и као  или  – „турски“, тур. Osmanlıca), је варијанта турског језика, који се употребљавао као управни књижевни језик Османског царства, садржећи бројне позајмице из персијског језика који је, пак, сам био препун позајмица из арапског језика. Попут осталих језика исламских народа, османски турски се пише арапским писмом. Упркос чињеници да је османски турски, који се говорио у престоници, у суштини био исти као и обични турски којим су говорили земљорадници и сељаци у унутрашњости земље, велики део арапско-персијских позајмица постао је неразумљив за оне који су били мање образовани.
Од 1928. године, након реформи које је спровео Мустафа Кемал Ататурк, појавио се хомогенизованији турски, с мање утицаја арапског и персијског језика, који се користи латиничним писмом. Разлог ових промена био је наводно у томе да народ који није био образован на том језику није био у стању да га разуме, будући да је матерњи језик народа био хомогенизованији турски. Многи данас сматрају да се османски турски сасвим разликује од данашњег турског. Но, тај став изгледа да је политички мотивисан и да није у стању да одговори испиту лингвистике. Па ипак, мало данашњих Турака у Турској је у стању да разуме османски турски, а камоли да га пише.

## Примери
| српски               | османски турски           | модерни турски            |
| да                   | evet                      | evet                      |
| не                   | lâ                        | hayır                     |
| здраво / мир с тобом | merhaba / selâmün aleyküm | merhaba / selamün aleyküm |
| поштован             | muhterem                  | saygıdeğer                |

## Писмо
Слично арапском, слова османског писма се разликују зависно од њиховог положаја у речи: самостално слово (тј. само слово изван речи), крајње (слово на крају речи), средње (у средини речи), почетно (на почетку речи):
| Самостално | Крајње | Средње | Почетно | Име слова      | Модерни турски   |
| ---------- | ------ | ------ | ------- | -------------- | ---------------- |
| ﺍ          | ﺎ      | –      | –       | elif           | a, e             |
| ﺀ          | –      | –      | –       | hemze          | ', a, e, i, u, ü |
| ﺏ          | ﺐ      | ﺒ      | ﺑ       | be             | b                |
| ﭖ          | ﭗ      | ﭙ      | ﭘ       | pe             | p                |
| ﺕ          | ﺖ      | ﺘ      | ﺗ       | te             | t                |
| ﺙ          | ﺚ      | ﺜ      | ﺛ       | se             | s                |
| ﺝ          | ﺞ      | ﺠ      | ﺟ       | cim [џим]      | c                |
| ﭺ          | ﭻ      | ﭽ      | ﭼ       | çim [ћим]      | ç                |
| ﺡ          | ﺢ      | ﺤ      | ﺣ       | ha             | h                |
| ﺥ          | ﺦ      | ﺨ      | ﺧ       | hı             | h                |
| ﺩ          | ﺪ      | –      | –       | dal            | d                |
| ﺫ          | ﺬ      | –      | –       | zel            | z                |
| ﺭ          | ﺮ      | –      | –       | re             | r                |
| ﺯ          | ﺰ      | –      | –       | ze             | z                |
| ﮊ          | ﮋ      | –      | –       | je [же]        | j                |
| ﺱ          | ﺲ      | ﺴ      | ﺳ       | sin            | s                |
| ﺵ          | ﺶ      | ﺸ      | ﺷ       | şın [шин]      | ş                |
| ﺹ          | ﺺ      | ﺼ      | ﺻ       | sat, sad       | s                |
| ﺽ          | ﺾ      | ﻀ      | ﺿ       | dat, dad       | d, z             |
| ﻁ          | ﻂ      | ﻄ      | ﻃ       | tı             | t                |
| ﻅ          | ﻆ      | ﻈ      | ﻇ       | zı             | z                |
| ﻉ          | ﻊ      | ﻌ      | ﻋ       | ayın           | ', h             |
| ﻍ          | ﻎ      | ﻐ      | ﻏ       | gayın          | g, ğ             |
| ﻑ          | ﻒ      | ﻔ      | ﻓ       | fe             | f                |
| ﻕ          | ﻖ      | ﻘ      | ﻗ       | kaf            | k                |
| ﻙ          | ﻚ      | ﻜ      | ﻛ       | kef            | k, g, ğ, n       |
| ﮒ          | ﮓ      | ﮕ      | ﮔ       | gef1           | g, ğ             |
| ﯓ          | ﯔ      | ﯖ      | ﯕ       | nef, sağır kef | n                |
| ﻝ          | ﻞ      | ﻠ      | ﻟ       | lam            | l                |
| ﻡ          | ﻢ      | ﻤ      | ﻣ       | mim            | m                |
| ﻥ          | ﻦ      | ﻨ      | ﻧ       | nun            | n                |
| ﻭ          | ﻮ      | –      | –       | vav            | v, o, ö, u, ü    |
| ﻩ          | ﻪ      | ﻬ      | ﻫ       | he             | h, e, a          |
| ﻻ          | ﻼ      | –      | –       | lamelif        | la               |
| ﻯ          | ﻰ      | ﻴ      | ﻳ       | ye [je]        | y, ı, i          |

1Исправна османска варијанта слова gef имала би "mali-kaf" ﻙ док би двострука коса цртица била изнад گ. Но, ово је права реткост у тренутно коришћеним фонтовима.